# Thomas Vinçotte

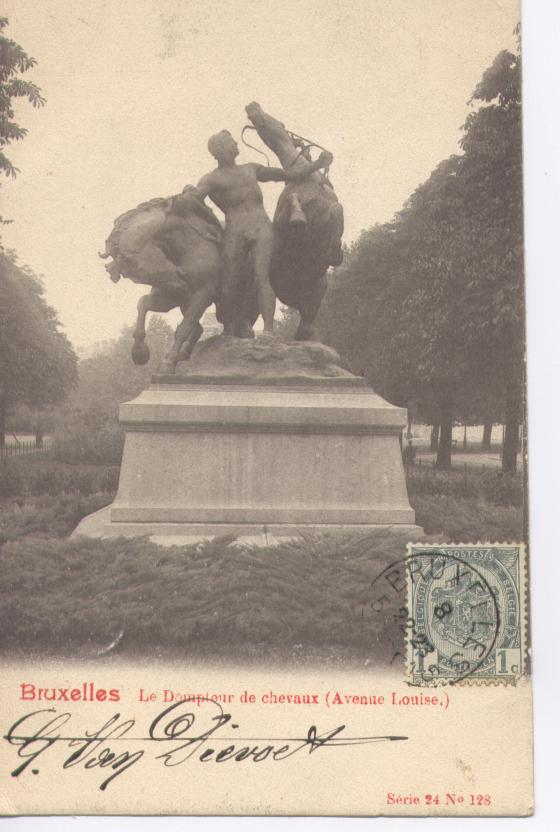
Avenue Louise à Bruxelles, Le Dompteur de chevaux, sculpture par Thomas Vinçotte, 1885

Thomas Vinçotte est un sculpteur et un professeur de sculpture belge, né à Borgerhout (Anvers) le 8 janvier 1850 et mort à Schaerbeek (Bruxelles) le 25 mars 1925. Il est créé baron par le roi Albert Ier après la Première Guerre mondiale.

## Historique
Thomas Vinçotte est né à Borgerhout dans un milieu bourgeois et cultivé. Il est le fils de Jean Henri Vinçotte, professeur de mathématiques à l'athénée puis inspecteur dans l'enseignement moyen, et de Françoise Gobert.
Il fait des études secondaires classiques avant de rentrer à l'Académie royale des beaux-arts de Bruxelles. Dès 1866, Vinçotte fréquente les cours de Joseph Jaquet et Eugène Simonis. Il poursuit sa formation à l'École des beaux-arts de Paris dans l'atelier de Jules Cavelier. C'est là qu'il travaille à sa première œuvre d'importance, une effigie de Giotto en marbre pour laquelle il remporte une médaille au salon de Paris en 1874. Au cours de son séjour à Paris, il a l'occasion de rencontrer  Jean-Baptiste Carpeaux et Eugène Stevens.
Il entame alors une brillante carrière au cours de laquelle il réalise de nombreux monuments publics.
Il séjourne à Florence de 1877 à 1879. Il en retire des compositions et sources d'inspiration nouvelles au contact des maîtres de la Renaissance italienne. On retrouve dans les œuvres qui suivront une grande élégance dans le modelé et un mouvement rythmique harmonieux.
Deux œuvres personnifient cette nouvelle tendance: le monument Godecharle au Parc de Bruxelles et la Musique aux musées royaux des Beaux-Arts de Belgique.
Il se partage alors entre la réalisation de bustes et les œuvres monumentales parfois équestres. Dans ses compositions monumentales, il reste fidèle à l'idéalisation propre aux canons antiques en suivant peu les nouvelles tendances esthétiques du Réalisme et de l'Art nouveau en vogue à la fin du XIXe siècle et au début du XXe siècle.
Il devient professeur de sculpture à l'Institut supérieur national des Beaux-Arts d'Anvers où il enseigne de 1886 à 1921. Il était l'ami de Henri Charles Würden, médailleur belge.
Sculpteur officiel par excellence, il réalise plusieurs commandes pour le compte du roi Léopold II dont différents bustes, des pièces de monnaie, le fronton du Palais royal de Bruxelles et pour le parc du Cinquantenaire, dont le monument aux pionniers belges au Congo (lequel fait actuellement l'objet d'un débat public).
Vinçotte eut entre autres pour élève ou apprenti Pierre Theunis et Jules Baetes.
Reconnu par ses pairs, il était membre de l'Académie royale des Beaux-Arts d'Anvers, de la Commission royale des monuments, de l'Académie royale de Belgique (en 1886), directeur de la Classe des Beaux-Arts (en 1897) et membre correspondant de l'Institut de France.
À la suite de son décès le 25 mars 1925, il est inhumé au cimetière de Schaerbeek.

## Hommage et distinctions
Il est créé baron après l'Armistice de 1918. 
On trouve une rue Thomas Vinçotte et un un arrêt STIB Vinçotte à Schaerbeek. C'est également le cas à Willebroeck avec la « Thomas Vinçottestraat ».
La distinction suivante lui a été décernée :
- Grand officier de l'ordre de Léopold (chevalier le 4 mai 1881[7] et commandeur  le 8 mai 1896[8],[1]).

## Sélection d'œuvres

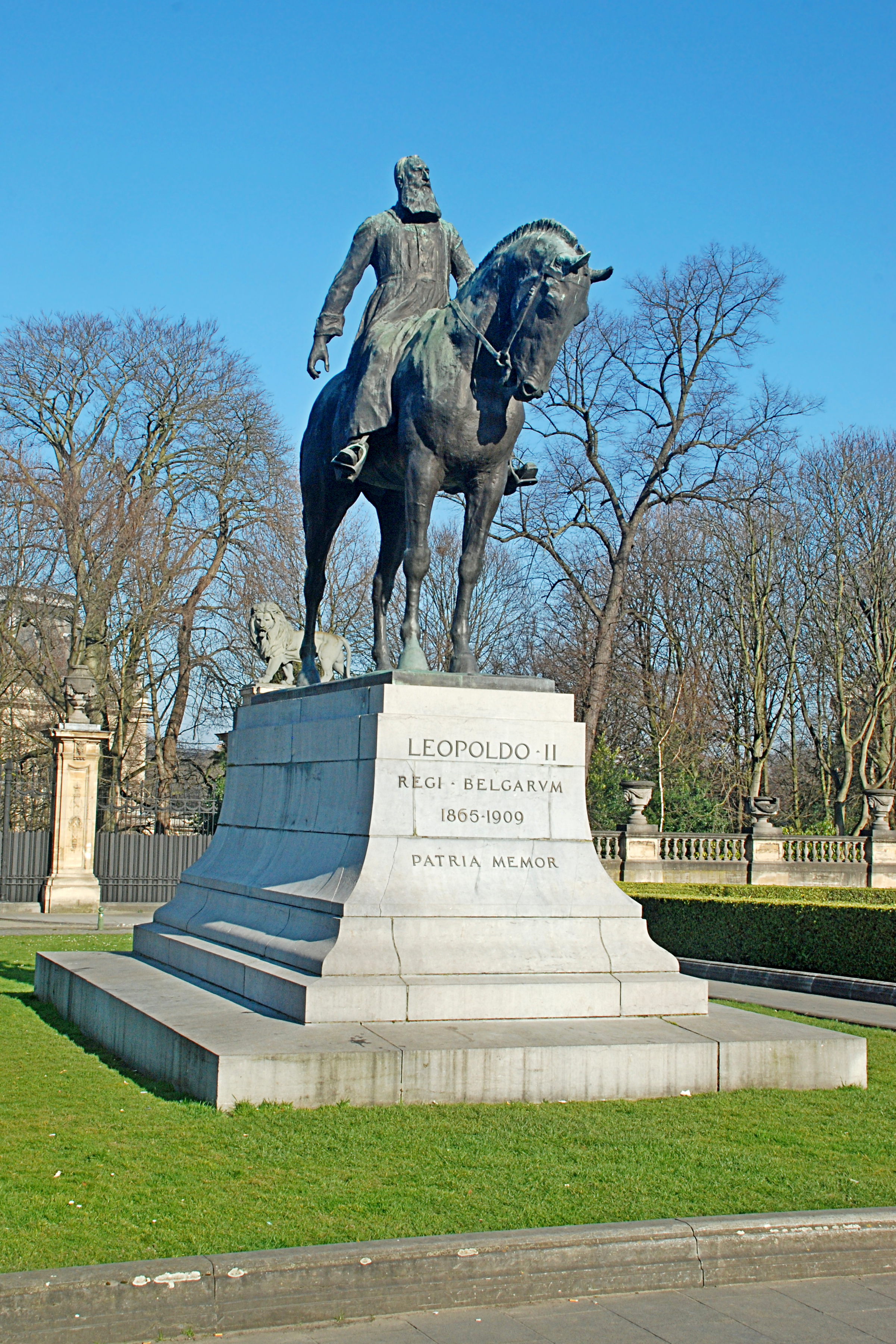
Statue équestre de Léopold II à Bruxelles.

- 1874 : Allégorie de Giotto (Musée royaux des Beaux-Arts de Belgique à Bruxelles)[6] ;
- 1881 : Allégorie de la province de Namur, sur le Monument à la Dynastie dans le parc de Laeken ;
- 1881 : Monument Godecharle, Parc de Bruxelles (parfois surnommé Allégorie de la Vérité)[3] ;
- Vers 1881 : la Musique au Musées royaux des Beaux-Arts de Belgique[1] ;
- 1882 : Buste de la reine Marie-Henriette et Buste du roi Léopold II[1];
- 1883 : Buste de Chandelon, bronze[3];
- 1885 : Le Dompteur de chevaux, avenue Louise, à Bruxelles[3];
- 1889 : 
  - Monument à François Anneessens, place Anneessens, à Bruxelles[3];
  - Statue de Jan Palfijn, bronze, Havermarkt à Courtrai[1].
- 1897 : Monument à Jean-Servais Stas (parc du Palais des Académies de Bruxelles)[3];
- 1904 : Buste de Georges Montefiore-Levi, à l'Institut Montefiore de l'Université de Liège[9] ;
- 1905 : 
  - Quadrige Le Brabant élevant le drapeau national, Arcades du Cinquantenaire, à Bruxelles (avec Jules Lagae)[3];
  - Monument Zénobe Gramme, avec l'architecte Charles Étienne Soubre, entre le pont de Fétinne et le pont de Fragnée, à Liège[3];
  - Le Bige, Musée royal des Beaux-Arts d'Anvers[3].
- 1905 : Buste du roi Léopold II et de la reine Marie-Henriette[3];
- 1910 : Fronton du Palais royal de Bruxelles[3];
- 1921 : Monument aux pionniers belges au Congo, Parc du Cinquantenaire à Bruxelles[3];
- 1925 : Statue équestre de Léopold II, bronze, place du Trône, à Bruxelles[3];
- s.d. : Buste du roi Albert Ier et de la reine Élisabeth[5];
- s.d. : l'Art et l'Industrie, gare de Louvain[1];
- s.d. : Buste de Madame Herrera, ivoire[3];
- s.d. : Monument Louis De Naeyer (Willebroeck)[3];
- s.d. : Monument Solvay[3].

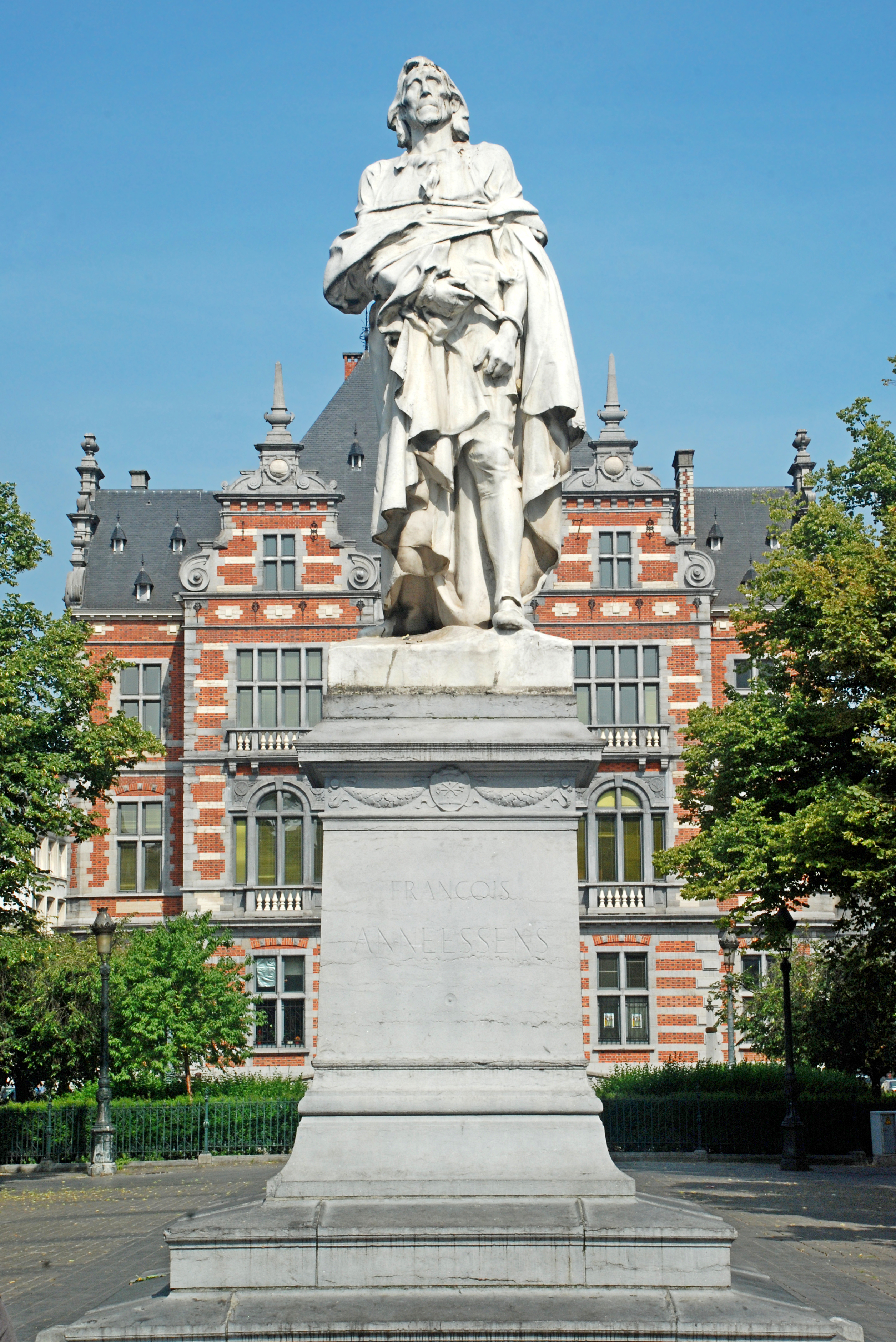
Monument à François Anneessens.
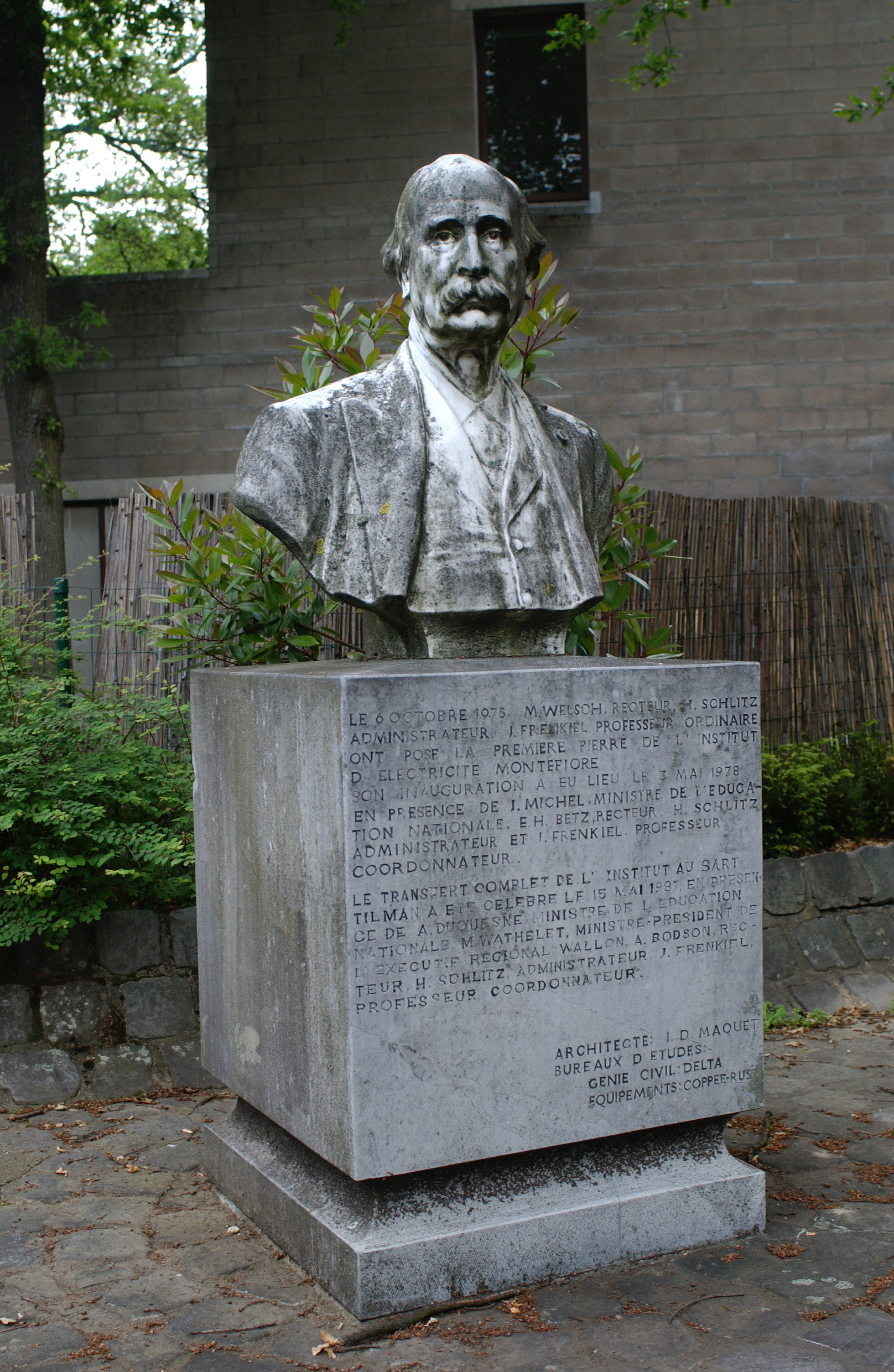
Buste de Georges Montefiore-Levi.
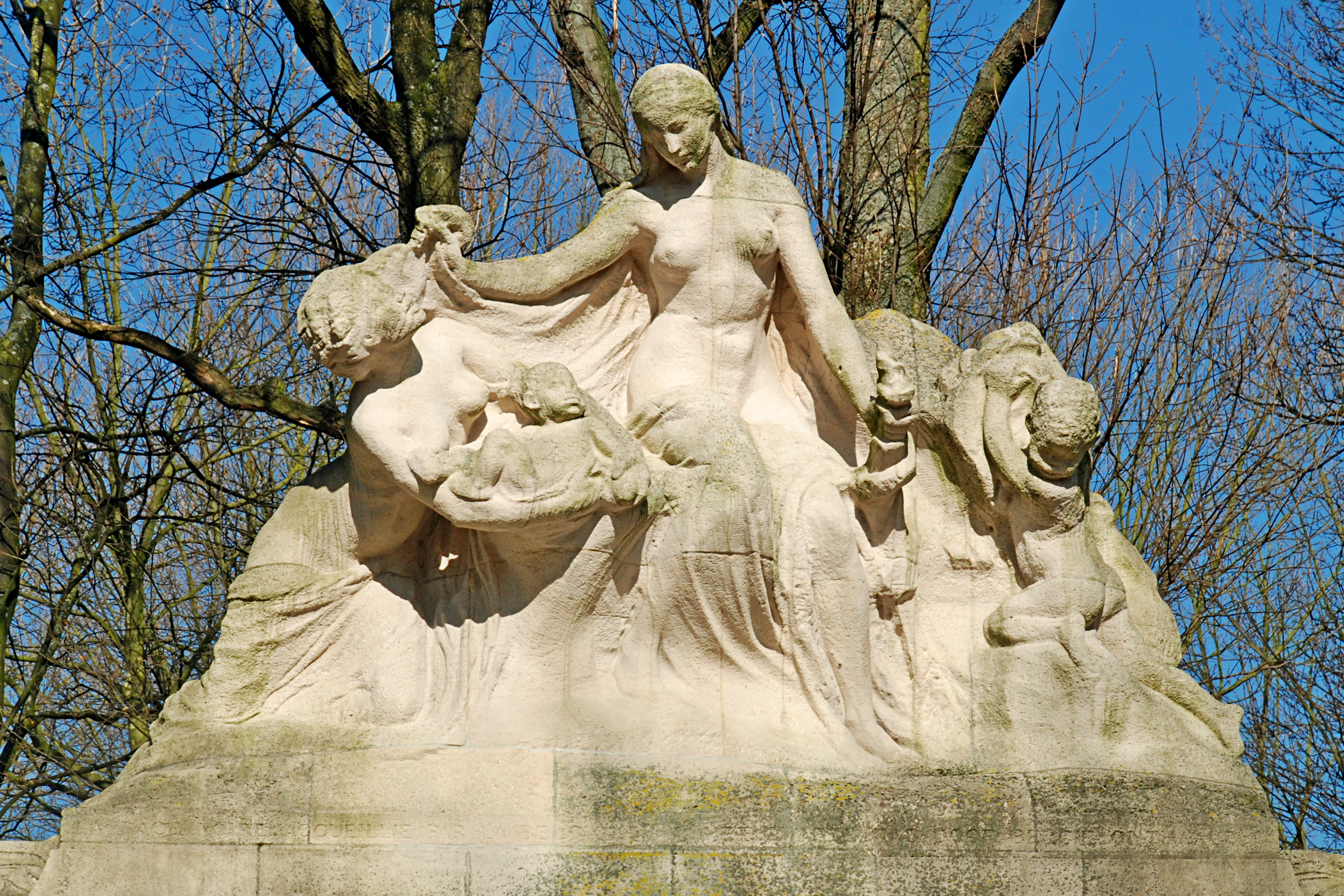
« La race noire accueillie par la Belgique » (Monument aux pionniers belges au Congo).
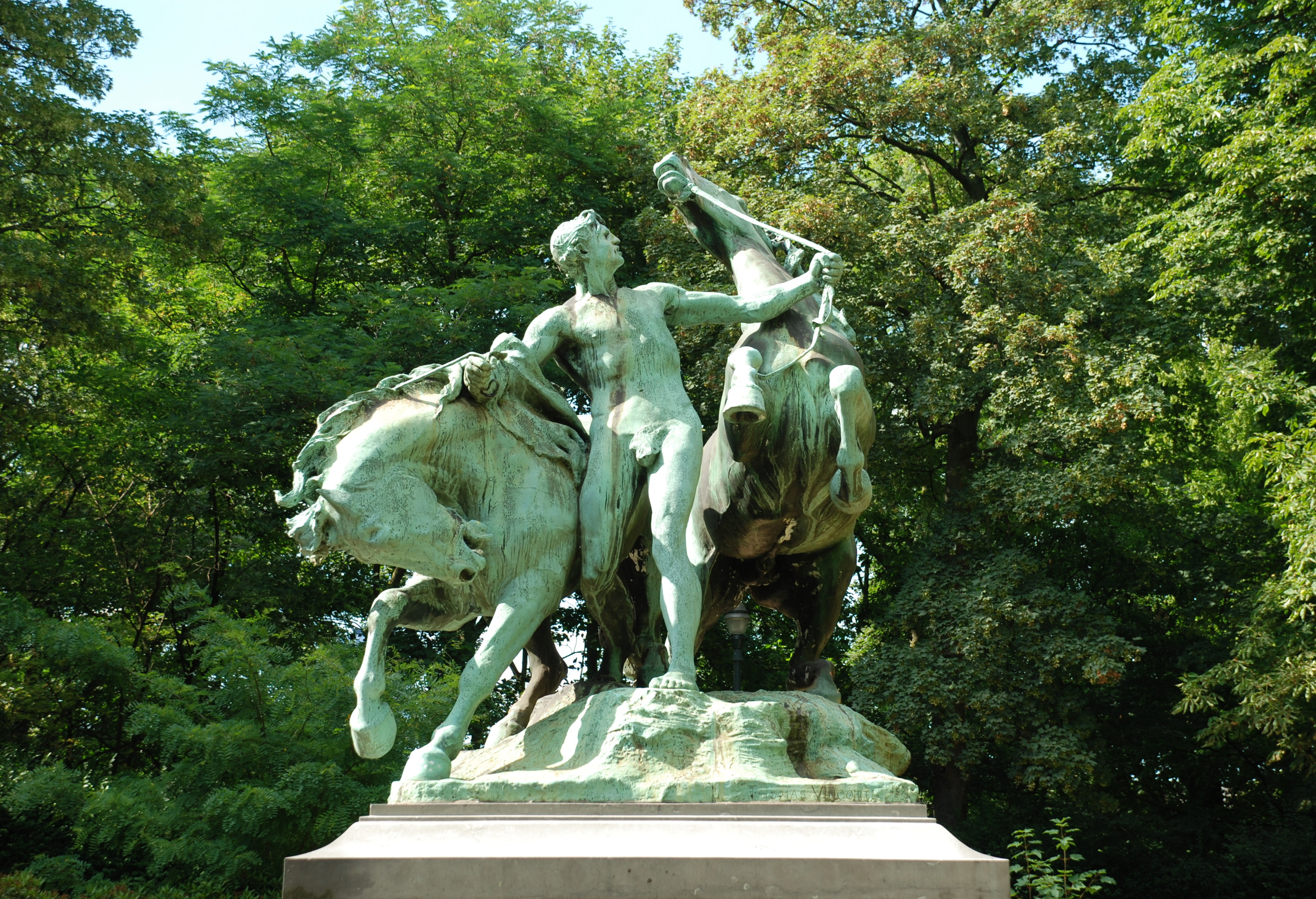
Le Dompteur de chevaux.
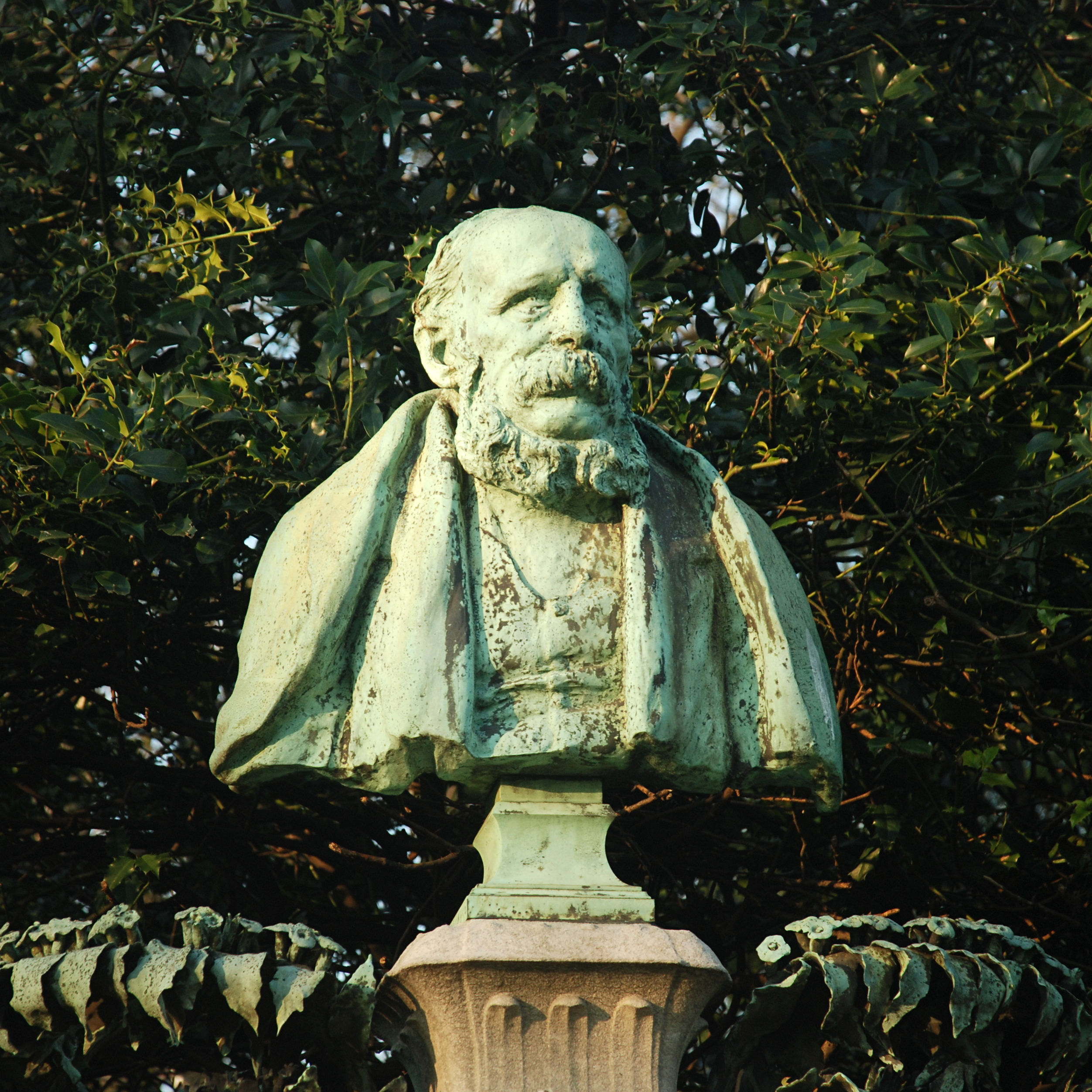
Monument à Jean-Servais Stas.